# 东硖石谷之战
东硖石谷之战是營州之亂中的一次战役。指神功元年（697年）三月，契丹孙万荣在东硖石谷（今河北省迁安市东北）大败武周清边道总管王孝杰军的战役。
契丹黄麞谷之战后，武则天在万岁通天元年（696年）九月下诏，征全国囚犯和吏民家奴里面的勇士充軍，命山东近边各州组织骑兵，任命右武威卫大将军、建安王武攸宜为清边道行军大军总管，征讨契丹。后突厥可汗默啜要求归还突厥降户，愿意率众征讨契丹。武则天册授默啜为左卫大将军、迁善可汗。十月二十二日，契丹首领李尽忠去世，妻兄孙万荣接替他。默啜突袭松漠都督府，俘虏俘李尽忠、孙万荣妻儿。孙万荣重新集合人马，派属下骆务整、何阿小率骑兵南下，攻克冀州（治今河北省冀州市），杀死刺史陆宝积，屠杀官民数千人。又进攻瀛州（治今河北省河间市）诸县，河北大震。武则天派夏官尚书王孝杰、羽林卫将军苏宏晖率军十七万，讨伐契丹。神功元年（697年）三月，王孝杰在东硖石谷与契丹军相遇。因道路狭窄，王孝杰率领精兵向前力战，契丹撤退诱敌，王孝杰将要出谷布阵，契丹军反击。后军总管苏宏晖逃跑，契丹大败周军，王孝杰坠崖身死，武周军死亡殆尽。武攸宜在渔阳（今天津市蓟州区）听说王孝杰全军覆没，不敢进军。孙万荣乘胜进兵幽州（治蓟县，今北京市），攻掠城池百姓。武攸宜派兵进击，也不能成功。